# Luisa Striani
Luisa Striani (Benevento, 13 novembre 1978) è un'ex nuotatrice italiana.

## Carriera
Buona stileliberista e discreta farfallista, ha esordito ad alto livello nel 1997 quando è andata sul podio ai campionati italiani d è stata convocata in nazionale agli europei di Siviglia in cui ha nuotato nelle finali della 4×100 m e della 4×200 m stile libero. Pochi giorni dopo alle universiadi di Messina ha vinto con le staffette a stile libero le sue prime medaglie, argento con la 4×100 m e bronzo con la 4×200 m. Nel gennaio 1998 è stata convocata ai mondiali di Perth con la 4×100 m ma non è riuscita ad entrare in finale. Nello stesso anno ha vinto i suoi primi titoli italiani.
Nel 1999 ha fatto progressi ai campionati italiani vincendone in tutto cinque; Alle universiadi di Palma di Maiorca è tornata sul podio con le staffette a stile libero. tre settimane dopo ai campionati europei di Istanbul ha nuotato in batteria con la 4×100 m stile libero, mentre la 4×200 m non è partita in batteria perché le quattro ragazze non sono state avvertite in tempo.
L'anno 2000 è stato quello in cui ha avuto più successo, sia nelle gare italiane (sette titoli vinti in tutto) che in quelle con la nazionale cominciando dai mondiali in vasca corta di marzo ad Atene in cui la 4×200 m si è qualificata per la finale arrivando sesta con Elena Carcarino, Sara Goffi e Simona Ricciardi. Agli europei di fine giugno ad Helsinki ha nuotato anche i 200 metri individuali sfiorando l'ingresso in finale; con le staffette ha conquistato due bei secondi posti vincendo la medaglia d'argento nella 4×100 m con Sara Parise, Cecilia Vianini e Cristina Chiuso e nella 4×200 m con Cecilia Vianini, Sara Parise e Sara Goffi. In questa gara in particolare la staffetta ha migliorato il primato italiano che era stato stabilito undici anni prima agli europei di Bonn.
Convocata per i Giochi Olimpici di Sydney ha contribuito al risultato delle due staffette che sono arrivate alla finale olimpica della 4×100 m dove ha battuto il primato italiano in batteria con 3'43"97 ed è arrivata ottava in finale con Cecilia Vianini, Sara Parise e Cristina Chiuso; la 4×200 m ha fatto il doppio primato sia in batteria che in finale dove assieme a Cecilia Vianini, Luisa Striani e Sara Goffi ha terminato la gara al settimo posto.
Nel 2001 ha partecipato ai mondiali di Fukuoka riuscendo ancora ad andare in finale con le staffette a stile libero; con Cristina Chiuso, Sara Parise e Cecilia Vianini è stata ottava nella 4×100 m e sesta con la 4×200 m. Ai successivi Giochi del Mediterraneo di Tunisi ha nuotato in quattro finali, andando in medaglia (due bronzi e un argento) in tutte le tre staffette. L'anno dopo gli europei di Berlino non sono stati positivi, poiché la 4×100 m che aveva contribuito a qualificare per la finale è stata squalificata dopo essere arrivata quinta.
La sua ultima partecipazione ai mondiali è stata a Barcellona nel 2003: quella volta la 4×200 m è stata eliminata in batteria, ma la staffetta corta è stata una volta ancora capace di raggiungere la finale dove con Vianini, Parise e Chiuso è arrivata ottava per la terza volta. La sua ultima convocazione in nazionale è stata in occasione degli europei del 2004 a Madrid, che ha onorato contribuendo a portare la staffetta breve in finale, dove ha concluso al quinto posto.

## Palmarès
nota: questa lista è incompleta
| Giochi Olimpici              | ---                     | ---                       | 4×100 m st. libero                  | 4×200 m st. libero                 |
| 2000 Sydney Australia        | ---                     | ---                       | 8ª - 3'44"49 frazione: 56"22        | 7ª - 8'04"68 frazione: 2'01"47     |
| Campionati del mondo         | 100 m st. libero        | 200 m st. libero          | 4×100 m st. libero                  | 4×200 m st. libero                 |
| 1998 Perth Australia         | ---                     | ---                       | 10ª - 3'49"02 frazione: 56"95       | ---                                |
| 2001 Fukuoka Giappone        | 16ª in semifinale 56"33 | 24ª in batteria 2'02"65   | 8ª - 3'44"67 frazione: 56"64        | 6ª - 8'08"56 frazione: 2'02"94     |
| 2003 Barcellona Spagna       | ---                     | ---                       | 8ª - 3'48"18 frazione: 57"06        | 13ª - 8'13"18 frazione: 2'04"55    |
| Mondiali in vasca corta      | ---                     | 200 m st. libero          | ---                                 | 4×200 m st. libero                 |
| 2000 Atene Grecia            | ---                     | elim. in batteria 2'01"57 | ---                                 | 6ª - 8'04"63 frazione: 2'01"43     |
| Campionati europei           | 100 m st. libero        | 200 m st. libero          | 4×100 m st. libero                  | 4×200 m st. libero                 |
| 1997 Siviglia Spagna         | ---                     | ---                       | 7ª - 3'48"97 frazione: 57"11        | 8ª - 8'18"28 frazione: 2'05"88     |
| 1999 Istanbul Turchia        | ---                     | ---                       | 6ª nuota in batteria                | non partita                        |
| 2000 Helsinki Finlandia      | ---                     | 9ª in semifinale 2'02"35  | Argento: 3'45"31 frazione: 56"96    | Argento: 8'08"14 frazione: 2'02"41 |
| 2002 Berlino Germania        | 22ª in batteria 57"46   | ---                       | squalificata (5ª) nuota in batteria | ---                                |
| 2004 Madrid Spagna           | ---                     | ---                       | 5ª - 3'45"72 nuota in batteria      | ---                                |
| Giochi del Mediterraneo      | 200 m st. libero        | 4×100 m st. libero        | 4×200 m st. libero                  | 4×100 m mista                      |
| 2001 Tunisi Tunisia          | 6ª 2'04"05              | Bronzo: 3'48"96 :         | Bronzo: 8'17"17 :                   | Argento: 4'15"55 :                 |
| Universiadi                  | ---                     | ---                       | 4×100 m st. libero                  | 4×200 m st. libero                 |
| 1997 Messina Italia          | ---                     | ---                       | Argento: 3'51"37 :                  | Bronzo: 8'27"11 :                  |
| 1999 Palma di Maiorca Spagna | ---                     | ---                       | Argento: 3'49"32 :                  | Argento: 8'18"11 :                 |

### Campionati italiani
9 titoli individuali e 6 in staffette, così ripartiti:
- 3 nei 100 m stile libero
- 3 nei 200 m stile libero
- 3 nei 100 m farfalla
- 3 nella staffetta 4×200 m stile libero
- 3 nella staffetta 4×100 m mista

nd = non disputata
| Anno | Edizione    | st.libero 50 m | st.libero 100 m | st.libero 200 m | st.libero 4×50 m | st.libero 4×100 m | st. libero 4×200 m | farfalla 50 m | farfalla 100 m | mista 4×100 m |
| ---- | ----------- | -------------- | --------------- | --------------- | ---------------- | ----------------- | ------------------ | ------------- | -------------- | ------------- |
| 1997 | Estivi      | -              | 3               | -               | nd               | -                 | -                  | nd            | -              | -             |
| 1998 | Primaverili | -              | 2               | 2               | nd               | 2                 | 1                  | nd            | -              | -             |
| 1998 | Estivi      | -              | 2               | -               | nd               | 2                 | 2                  | nd            | -              | 3             |
| 1998 | Invernali   | -              | 2               | 1               | nd               | nd                | nd                 | 3             | 2              | nd            |
| 1999 | Primaverili | -              | -               | -               | nd               | 3                 | -                  | -             | -              | 2             |
| 1999 | Estivi      | -              | -               | -               | nd               | 2                 | 1                  | -             | -              | 1             |
| 1999 | Invernali   | -              | 1               | 1               | nd               | nd                | nd                 | 3             | 1              | nd            |
| 2000 | Primaverili | -              | 2               | 1               | nd               | 2                 | 1                  | -             | -              | 1             |
| 2000 | Estivi      | 3              | 1               | -               | nd               | 2                 | 3                  | -             | 1              | 1             |
| 2000 | Invernali   | 2              | 2               | -               | 3                | nd                | nd                 | -             | 1              | nd            |
| 2001 | Primaverili | -              | 2               | 3               | nd               | 3                 | -                  | -             | -              | -             |
| 2001 | Estivi      | -              | -               | 3               | nd               | -                 | -                  | -             | -              | 3             |
| 2001 | Invernali   | 3              | -               | 2               | -                | nd                | nd                 | -             | -              | nd            |
| 2002 | Primaverili | -              | 1               | 3               | -                | -                 | -                  | -             | -              | -             |
| 2002 | Invernali   | -              | 3               | -               | 2                | nd                | nd                 | -             | -              | nd            |
| 2003 | Primaverili | -              | -               | 2               | nd               | 2                 | 2                  | -             | -              | -             |
| 2003 | Estivi      | -              | -               | -               | nd               | 2                 | -                  | -             | -              | -             |
| 2003 | Invernali   | -              | 2               | -               | -                | nd                | nd                 | -             | -              | nd            |